# 埃德納 (堪薩斯州)
埃德納（英語：Edna）是一個位於美國堪薩斯州拉貝特縣的城市。

## 地方資料
根據2020年美國人口普查的數據，埃德納的面積為1.02平方千米，當中陸地面積為1.02平方千米，而水域面積為0.00平方千米。當地共有人口388人，而人口密度為每平方千米380.39人。